# Sugères
Sugères település Franciaországban, Puy-de-Dôme megyében. Lakosainak száma 632 fő (2022. január 1.). Sugères Brousse, Condat-lès-Montboissier, Égliseneuve-des-Liards, Isserteaux, Manglieu, Saint-Jean-des-Ollières és Sauxillanges községekkel határos.

## Népesség
A település népessége az elmúlt években az alábbi módon változott:
| Lakosok száma | 605  | 609  | 616  | 605  | 604  | 602  | 601  | 617  | 632  |
|               | 2013 | 2015 | 2016 | 2017 | 2018 | 2019 | 2020 | 2021 | 2022 |